# Rémi Froger
Pour les articles homonymes, voir Froger.
Rémi Froger, né en 1956, est un écrivain et poète français.

## Œuvres
- Les Bruit qui meurent, éd. Le Dé bleu, 1980.
- Des fétus, des noms, Les Cahiers du Confluent, 1983.
- L'Intérieur des terres, éd. Nemo, 1985.
- Début de paysage, éd. Nemo, 1988.
- Peinture et revêtements, postface de Bernard Noël, avec trois dessins de Mathias Pérez, collection « Prodromes », éd. Carte Blanche, 1999.
- Échelles, éd. Tarabuse, 2000.
- Chutes, essais, trafics, P.O.L, 2003.
- Je continue..., Passages, collection « Ré-apparitions », 2008.
- Des prises de vue, P.O.L, 2008.
- Routes, repérages, Publie.net, 2008.
- Transferts, triages, éd. Tarabuste, 2008.
- Lignes de dérivation, éd. de L'Attente, 2009.
- Regarde ça, P.O.L, 2011.
- Passager : Douze proses vers Antonioni, éd. D-Fiction, coll. Marcel, 2014.
- Planches, P.O.L, 2016.